# P・ラームダス
P・ラームダス（P. Ramdas、1933年12月 - 2014年3月27日）は、インドの映画監督、脚本家。ネオレアリズモの影響を受けた『Newspaper Boy』を監督したことで知られている。同作は興行的に失敗したものの、批評家からは高い評価を得た。その後『Nirapara』『Vadakaveettile Adithi』を製作したが興行的に失敗し、映画業界の主流から遠ざかった。2007年にJ・C・ダニエル賞を受賞した。

## フィルモグラフィ
- Newspaper Boy（1955年）
- Nirapara（1976年）
- Vadakaveettile Adithi（1981年）